# District de Zhifu
Le district de Zhifu (芝罘区 ; pinyin : Zhīfú Qū) est une subdivision administrative de la province du Shandong en Chine. Il est placé sous la juridiction de la ville-préfecture de Yantai.